# Komarówka Podlaska (gromada)
Komarówka Podlaska – dawna gromada, czyli najmniejsza jednostka podziału terytorialnego Polskiej Rzeczypospolitej Ludowej w latach 1954–1972.
Gromady, z gromadzkimi radami narodowymi (GRN) jako organami władzy najniższego stopnia na wsi, funkcjonowały od reformy reorganizującej administrację wiejską przeprowadzonej jesienią 1954 do momentu ich zniesienia z dniem 1 stycznia 1973, tym samym wypierając organizację gminną w latach 1954–1972.
Gromadę Komarówka Podlaska z siedzibą GRN w Komarówce Podlaskiej utworzono – jako jedną z 8759 gromad na obszarze Polski – w powiecie radzyńskim w woj. lubelskim na mocy uchwały nr 15 WRN w Lublinie z dnia 5 października 1954. W skład jednostki weszły obszary dotychczasowych gromad Komarówka Podlaska, Żelizna, Żulinki i Wólka Komarowska ze zniesionej gminy Komarówka Podlaska oraz obszar dotychczasowej gromady Derewiczna ze zniesionej gminy Brzozowy Kąt w tymże powiecie. Dla gromady ustalono 27 członków gromadzkiej rady narodowej.
1 stycznia 1958 do gromady Komarówka Podlaska włączono wieś Kolembrody ze znoszonej gromady Kozły w powiecie bialskim w tymże województwie.
1 stycznia 1969 do gromady Komarówka Podlaska włączono obszar zniesionej gromady Wiski oraz wsie Przegaliny Duże, Przegaliny Małe i Brzeziny ze zniesionej gromady Przegaliny Duże w tymże powiecie.
Gromada przetrwała do końca 1972 roku, czyli do kolejnej reformy gminnej. 1 stycznia 1973 w powiecie radzyńskim reaktywowano gminę Komarówka Podlaska.